# 남해 용문사 건륭25년명 운판
남해 용문사 건륭25년명 운판(南海 龍門寺 乾隆二十五年銘 雲板)은 대한민국 경상남도 남해군 용문사에 있는 운판이다. 2005년 7월 21일 경상남도의 유형문화재 제429호 남해 용문사 건륭이십오년명 운판으로 지정되었다가, 2018년 12월 20일 현재의 명칭으로 변경되었다.

## 개요
운판의 형태는 정상부의 보주형 장식을 중심으로 좌우 대칭을 이루고, 원형의 당좌를 중심으로 외곽을 화염형으로 처리하였다. 일반적인 운판의 형태가 구름모양을 띠는 것과 달리 이 운판은 화염형에 가까운 특이한 형태를 띠고 있으며, 좌우보다 상하가 긴 형태이다. 앞뒤 면 모두 당좌 주변에 돋을새김 문양을 장식한 양면식 운판이다.
당좌의 상부에는 梵字 삽입 원권문 3개가 삼각형 구도로 배치되어 있으며, 그 정상부와 좌우에 매달기 위한 구멍이 각각 1개씩 모두 3개가 뚫려있다. 당좌는 이중 원형 테두리를 둘러 구획하였는데, 당좌 내부에는 별다른 彫飾이 없고, 테두리 안에는 도식화된 蓮唐草文이 시문되어 있다. 그리고 당좌 주위의 여백에는 궐수문과 구불구불한 선이 연속적으로 이어져 있는데, 운판이라는 유물의 성격으로 볼 때 도식화된 운문으로 추정된다. 그리고 당좌의 둘레에는「乾隆二十五年庚辰五月日」과「晋州百泉寺」라는 명문이 점각되어 있다. 그리고 배면의 문양구성 역시 당좌 테두리 내에 연당초문이 생략되었을 뿐 전면과 동일하며, 「道光十七年丁酉二月日買得」과 「南海竜門寺」라는 점각 명문이 새겨져 있다.

## 참고 문헌
- 남해 용문사 건륭25년명 운판 - 국가유산청 국가유산포털